# Contea di Putnam (Ohio)
La contea di Putnam (in inglese Putnam County) è una contea dello Stato dell'Ohio, negli Stati Uniti. La popolazione al censimento del 2000 era di 34 726 abitanti. Il capoluogo di contea è Ottawa.